# ایشتوان کواچ (کشتی‌گیر)
ایشتوان کواچ (مجاری: István Kovács؛ زادهٔ ۲۷ ژوئن ۱۹۵۰) کشتی‌گیر اهل مجارستان بود.